# Diocèse de České Budějovice
Le diocèse de České Budějovice (latin : Dioecesis Budovicensis) est un diocèse catholique romain, en République tchèque, suffragant de l'archidiocèse de Prague. Il est situé en grande majorité en Bohême, ayant seulement une partie réduite de sa section est en Moravie. Le diocèse fut fondé le 20 septembre 1785 et mesure 12 500 km2. Jan Prokop Schaaffgotsche en fut le premier évêque. Avec la résignation de Jiří Paďour, acceptée par le pape François le 1er mars 2014, en accord avec le Code de droit canonique de 1983, le siège est devenu vacant (Sede vacante). Le 19 mars 2015, le révérend Vlastimil Kročil est nommé évêque de České Budějovice.

## Géographie
Le diocèse couvre la Bohême du Sud et la région de Vysočina, à l'exception du district de Havlíčkův Brod, sur un territoire de 12 500 km2.
Le siège de l'évêque est basé à České Budějovice, où se trouve la cathédrale Saint-Nicolas.
En 2023, le territoire est divisé en 241 paroisses, regroupées en 10 vicariats, servis par 103 prêtres et 25 diacres.

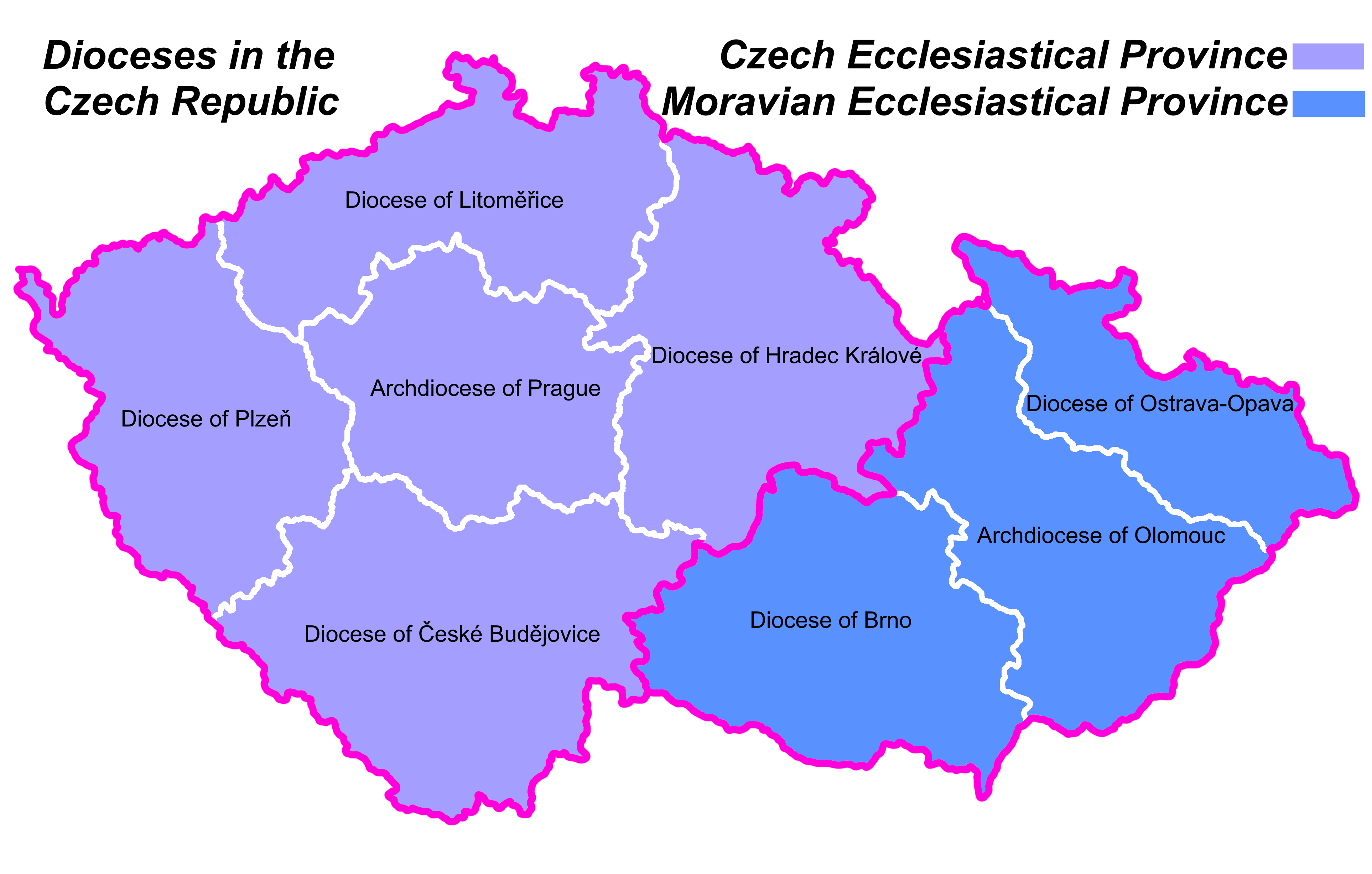
Provinces ecclésiastiques, archidiocèses et diocèses.
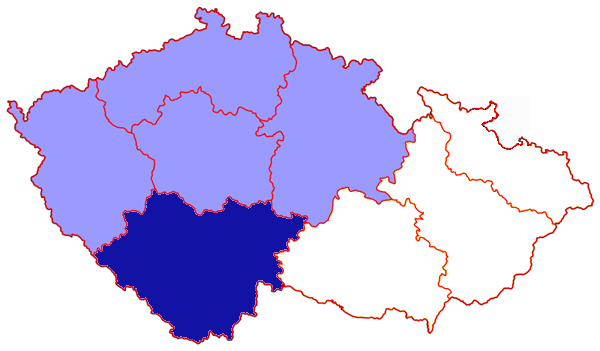
Localisation de l'archidiocèse.

## Liste des évêques
- Jan Prokop Schaaffgotsche (1785–1813)
- Arnošt Konstantin Růžička (1815–1845)
- Josef Ondřej Lindauer (1845–1850)
- Jan Valerián Jirsík (1851–1883)
- Karel Průcha (nommé en 1883, mais ne prend jamais la charge dû à la maladie, meurt rapidement après sa nomination)
- Franziskus von Paula Graf von Schönborn (1883–1885; 1985–1899 archevêque de Prague)
- Martin Josef Říha (1885–1907)
- Josef Antonín Hůlka (1907–1920)
- Šimon Bárta (1920–1940)
- Antonín Eltschkner (nommé en 1940, dû à la résistance à l'occupation allemande, il n'a jamais pris fonction)
- Josef Hlouch (1947–1972, n'a pas géré de 1950–1968 dû à la répression de l'autorité communiste, fut interné en dehors du diocèse entre 1952 et 1963)
- Miloslav Vlk (1990–1991; à partir de 1991 archevêque de Prague)
- Antonín Liška (1991–2002)
- Jiří Paďour (2002-2014)
- Vlastimil Kročil (depuis 2015)

## Sources
- (en) Cet article est partiellement ou en totalité issu de l’article de Wikipédia en anglais intitulé « Roman Catholic Diocese of České Budějovice » (voir la liste des auteurs).

- (en) Cet article est partiellement ou en totalité issu de l’article de Wikipédia en anglais intitulé « List of Bishops of České Budějovice » (voir la liste des auteurs).

### Articles lié
- Église catholique en Tchéquie